# Daddy Yankee

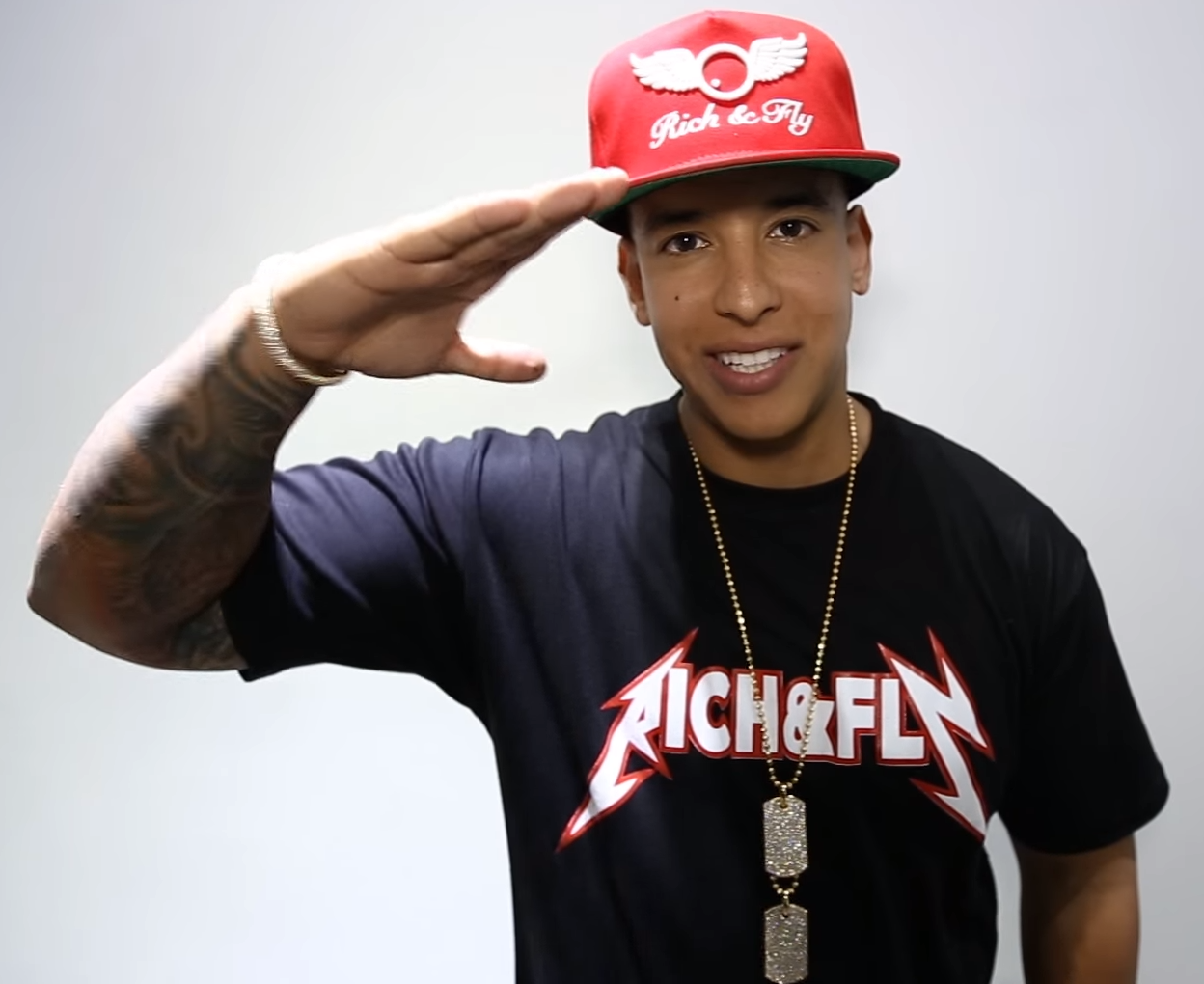
Daddy Yankee in Kolumbien (2015)

Daddy Yankee (* 3. Februar 1976 in San Juan, Puerto Rico; eigentlich Ramón Luis Ayala Rodríguez) ist ein puerto-ricanischer Rapper und gilt als einer der bedeutendsten Vertreter des Reggaeton.

## Leben

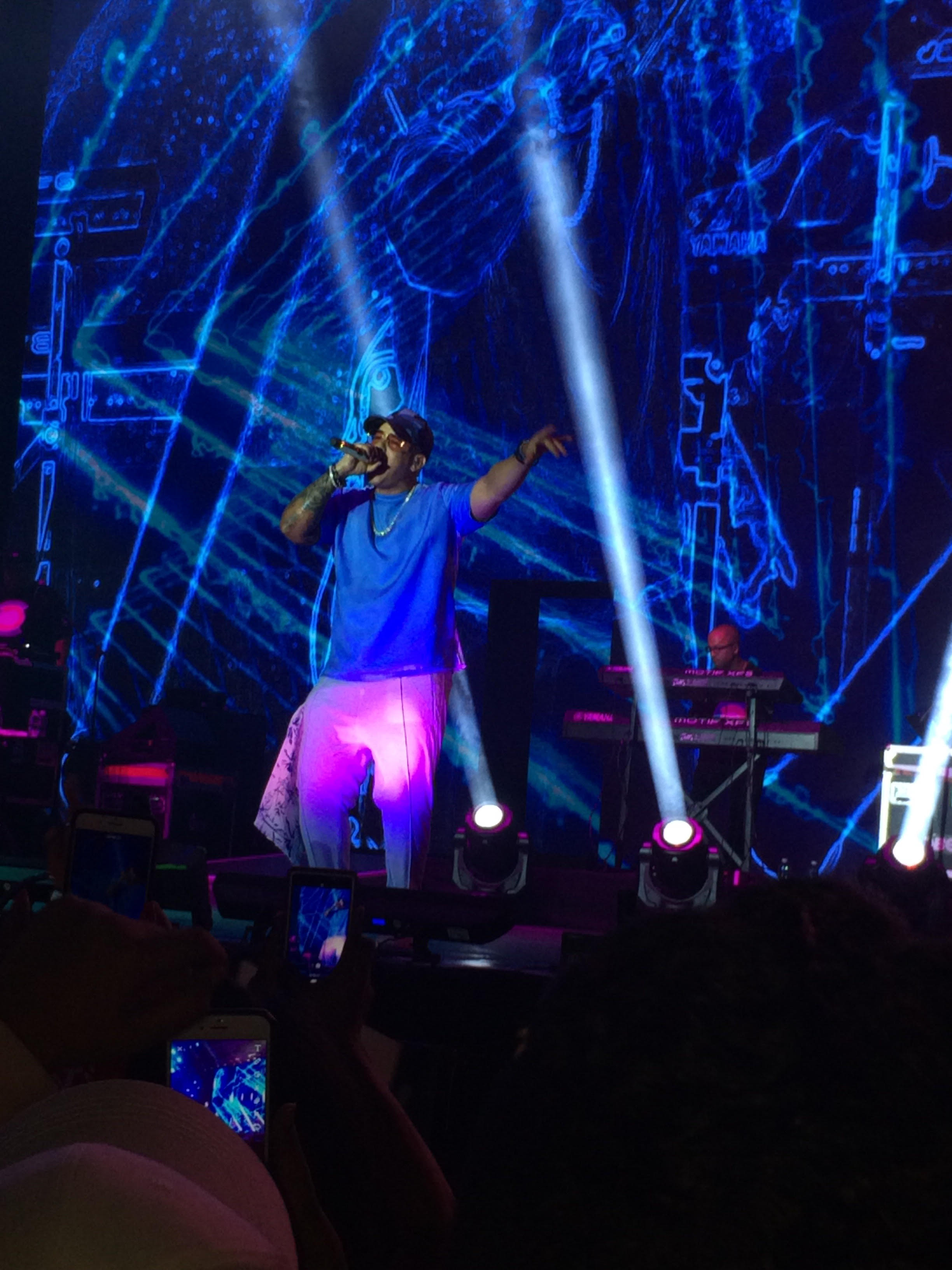
Daddy Yankee 2019

Seit Anfang der 1990er-Jahre ist Daddy Yankee in der Musikbranche aktiv und hat Reggaeton in seiner Aufbauphase unterstützt. Sein Vater war Mitglied einer Salsa-Musikgruppe, seine Mutter war Lehrerin.
In der Schulzeit interessierte er sich für Baseball. Im Alter von 17 Jahren wurde Ramón bei einer Gang-Schießerei als Unbeteiligter angeschossen. Der Schuss traf sein Bein und behinderte ihn für lange Zeit. Seine Karriere als Baseballspieler war damit vorüber. Fortan widmete er sein Interesse seiner zweiten großen Vorliebe, der Musik. Er nahm sich vor, Reggaetón-Künstler zu werden und zog von nun an mit DJ Playero von Block zu Block. Er war auf zahlreichen Mixtapes von Playero vertreten, und 1997 tauchte er erstmals international mit dem Lied Posición auf dem Soundtrack zu One Tough Cop auf.
In Puerto Rico ist Daddy Yankee seit Mitte der 1990er-Jahre bekannt, jedes seiner fünf Alben hat Platinstatus erreicht. Mit Cójela que va sin jockey (feat. Glory) war er 2003 auf dem vielfach ausgezeichneten Album „DJ Nelson presenta Luny Tunes y Noriega – Más flow“ vertreten. Mit dem Song Gasolina (von Luny Tunes produziert und von Jack White vertrieben) schaffte Daddy Yankee den internationalen Durchbruch. Sein Album Barrio fino verkaufte sich in den USA eine Million Mal.
Trotzdem widmete sich Daddy Yankee auch anderen Projekten, so spielte er in dem Film Talento de barrio die Hauptrolle. Außerdem hat er seine eigene Plattenfirma mit dem Namen El Cartel Records und seine eigene Reebok-Sneaker-Kollektion. 2010 spielte er sich selbst in der amerikanischen Seifenoper Reich und schön und sang dort seinen Hit Pose.
In Puerto Rico gilt Daddy Yankee mittlerweile als fester Bestandteil des Reggaeton und als dessen treibende Kraft – nicht nur, weil seine Alben millionenfach gekauft werden; in seinem Heimatland erhielt er auch den Titel „Vorbild des Jahres“.
Anschließend brachte er mehrere erfolgreiche Alben und Lieder auf den Markt, die nicht nur in der Reggaeton-Szene bekannt sind. So entwickelte sich insbesondere der Song Gasolina aus dem Jahr 2004 zu einem der erfolgreichsten Reggae- und Latin-Pop-Songs aller Zeiten.
Im Frühjahr 2017 erzielte Yankee mit der Single Despacito gemeinsam mit Luis Fonsi einen weltweiten Hit und erreichte in zahlreichen europäischen Ländern Top-10-Platzierungen sowie unter anderem Platz eins der deutschen, österreichischen, Schweizer, italienischen und spanischen Musikcharts. Das offizielle Musikvideo wurde zudem das erste im Jahr 2017 veröffentlichte Video auf der Plattform YouTube, das die Marke von acht Milliarden Aufrufen erreichte. Seit August 2017 ist der Sommerhit Despacito mit heute über 6 Milliarden Aufrufen das meistgesehene Video auf YouTube und löste damit das Musikvideo zu See You Again von Wiz Khalifa und Charlie Puth ab.
Am 2. Februar 2018 veröffentlichte Yankee das Lied Azukita, das in Zusammenarbeit mit dem US-amerikanischen DJ und Produzenten Steve Aoki, dem puerto-ricanischen Latin-Musiker Elvis Crespo sowie dem US-amerikanischen und Produzenten-Duo Play-N-Skillz entstand. In den Track ließen sie sowohl Latin-Pop-, als auch Big-Room-Elemente einfließen. 2019 folgte unter anderem Con Calma, eine Kooperation mit Snow.
Am 20. März 2022 gab Daddy Yankee in seinem YouTube-Kanal bekannt, seine Karriere für seinen Glauben an Jesus Christus zu beenden.
„Dieser Tag ist für mich der wichtigste Tag in meinem Leben. Heute Abend bekenne ich mich dazu und schäme mich nicht, der ganzen Welt zu sagen, dass Christus in mir lebt und dass ich für ihn leben werde. Dies ist das Ende eines Kapitels und der Beginn eines ganz neuen.“
„Was hat ein Mensch denn davon, wenn ihm die ganze Welt zufällt, er selbst dabei aber seine Seele verliert? Er kann sie ja nicht wieder zurückkaufen! Denn der Menschensohn wird mit seinen Engeln in der Herrlichkeit seines Vaters kommen und jedem das geben, was er für seine Taten verdient.“ (Matthäus 16,16-27).
Sein letztes Album erschien noch im gleichen Jahr 2022.

## Diskografie
Studioalben

| Jahr | Titel Musiklabel                                      | Höchstplatzierung, Gesamtwochen, AuszeichnungChartplatzierungen (Jahr, Titel, Musiklabel, Platzierungen, Wochen, Auszeichnungen, Anmerkungen) | Höchstplatzierung, Gesamtwochen, AuszeichnungChartplatzierungen (Jahr, Titel, Musiklabel, Platzierungen, Wochen, Auszeichnungen, Anmerkungen) | Höchstplatzierung, Gesamtwochen, AuszeichnungChartplatzierungen (Jahr, Titel, Musiklabel, Platzierungen, Wochen, Auszeichnungen, Anmerkungen) | Höchstplatzierung, Gesamtwochen, AuszeichnungChartplatzierungen (Jahr, Titel, Musiklabel, Platzierungen, Wochen, Auszeichnungen, Anmerkungen) | Höchstplatzierung, Gesamtwochen, AuszeichnungChartplatzierungen (Jahr, Titel, Musiklabel, Platzierungen, Wochen, Auszeichnungen, Anmerkungen) | Höchstplatzierung, Gesamtwochen, AuszeichnungChartplatzierungen (Jahr, Titel, Musiklabel, Platzierungen, Wochen, Auszeichnungen, Anmerkungen) | Höchstplatzierung, Gesamtwochen, AuszeichnungChartplatzierungen (Jahr, Titel, Musiklabel, Platzierungen, Wochen, Auszeichnungen, Anmerkungen) | Anmerkungen                                    |
| Jahr | Titel Musiklabel                                      | DE | AT | CH | UK | US | Latin | ES | Anmerkungen                                    |
| ---- | ----------------------------------------------------- | --- | --- | --- | --- | --- | --- | --- | ---------------------------------------------- |
| 1995 | No Mercy White Lion Records                           | — | — | — | — | — | — | — | Erstveröffentlichung: 2. April 1995 als Yankee |
| 2002 | El Cangri.com Gasolina Recording Co.                  | — | — | — | — | — | Latin43 (1 Wo.)Latin | — | Erstveröffentlichung: 20. Juni 2002            |
| 2004 | Barrio fino Gasolina Recording Co.                    | — | AT51 (4 Wo.)AT | CH28 (22 Wo.)CH | — | US26 Platin · (54 Wo.)US | Latin1 ×6Sechsfachplatin · (386 Wo.)Latin | ES26 (21 Wo.)ES | Erstveröffentlichung: 13. Juli 2004            |
| 2007 | El cartel: The Big Boss Gasolina Recording Co.        | — | — | CH52 (2 Wo.)CH | — | US9 (13 Wo.)US | Latin1 ×3Dreifachplatin · (37 Wo.)Latin | ES65 (3 Wo.)ES | Erstveröffentlichung: 5. Juni 2007             |
| 2010 | Mundial Gasolina Recording Co.                        | — | — | — | — | US29 (4 Wo.)US | Latin1 (49 Wo.)Latin | — | Erstveröffentlichung: 27. April 2010           |
| 2012 | Prestige El Cartel Records                            | — | — | CH93 (1 Wo.)CH | — | US39 (2 Wo.)US | Latin1 ×2Doppelplatin · (89 Wo.)Latin | — | Erstveröffentlichung: 11. September 2012       |
| 2013 | King Daddy El Cartel Records                          | — | — | — | — | — | Latin7 (3 Wo.)Latin | — | Erstveröffentlichung: 29. Oktober 2013         |
| 2022 | Legendaddy El Cartel Records / Republic Records (UMG) | — | — | CH17 (2 Wo.)CH | — | US8 (6 Wo.)US | Latin1 Platin · (47 Wo.)Latin | ES2 Gold · (48 Wo.)ES | Erstveröffentlichung: 24. März 2022            |

grau schraffiert: keine Chartdaten aus diesem Jahr verfügbar

## Filmografie
- Vampiros (2004)
- Talento de barrio (2008)

## Belege
1. ↑  Yankee cumple 45 y así lo mimó su esposa. Abgerufen am 3. Februar 2021 (spanisch).
2. ↑  Luis Fonsi feat. Daddy Yankee – Despacito, italiancharts.com
3. ↑  Luis Fonsi feat. Daddy Yankee – Despacito, spanishcharts.com
4. ↑  Luis Fonsi’s ‘Despacito’ With Daddy Yankee Reaches 1 Billion Views on YouTube
5. ↑  Leila Cobo: Steve Aoki Enlists Daddy Yankee, Elvis Crespo and Play-N-Skillz for First-Ever Spanish Language Track auf Billboard
6. ↑  «Um Jesus zu folgen» | Reggaeton-Star Daddy Yankee beendet Karriere, auf blick.ch, abgerufen am 10. Januar 2024
7. ↑  Petra Görner: Musikstar Daddy Yankee findet Jesus und beendet Karriere. In: PRO | Das christliche Medienmagazin. 12. Dezember 2023, abgerufen am 4. Januar 2024 (deutsch).
8. ↑  Latin-Superstar Daddy Yankee: Karriereaus für Jesus. bigFM, 6. Dezember 2023, abgerufen am 4. Januar 2024.

| Personendaten    | Personendaten                                 |
| ---------------- | --------------------------------------------- |
| NAME             | Daddy Yankee                                  |
| ALTERNATIVNAMEN  | Ayala Rodríguez, Ramón Luis (wirklicher Name) |
| KURZBESCHREIBUNG | puerto-ricanischer Reggaeton-Musiker          |
| GEBURTSDATUM     | 3. Februar 1976                               |
| GEBURTSORT       | San Juan, Puerto Rico                         |